# Barrage de Gölköy
Le barrage de Gölköy est un barrage en Turquie situé dans la province de Bolu.

## Sources
- (en) « Gölköy Dam », sur Agence gouvernementale turque des travaux hydrauliques (DSİ)